# Lei de Okun
Lei de Okun é uma teoria que propõe uma relação inversa entre desemprego e produto interno bruto. A teoria foi desenvolvida pelo economista Arthur Okun, em 1962, quando este trabalhava no Comitê de Conselheiros Econômicos do presidente americano John Kennedy. Ela mostra que o hiato do produto é proporcional à diferença entre a taxa de desemprego e a taxa natural de desemprego.
A pesquisa na qual se concentrou era quanto deveria crescer a economia para que a taxa de desemprego caísse em um ponto percentual. Descreve uma relação linear entre as mudanças na taxa de desemprego e o crescimento do produto nacional bruto: por cada ponto percentual de diminuição do desemprego, o PIB real cresce em três por cento. A lei está baseada em dados da década de 1950 e é válida somente para taxas de desemprego entre o 3 e 7,5%.
Como muitas outras leis econômicas, a Lei de Okun é só a observação de uma regularidade (do mundo real) empírica que não se baseia em nenhum raciocínio econômico forte. Contudo, tem sobrevivido ao longo do tempo. James Tobin, que foi companheiro de Okun em Yale e no Conselho de Assessores econômicos do presidente Kennedy, qualificou a Lei como "uma das regularidades empíricas mais confiáveis da macroeconomia".
A Lei de Okun é incrivelmente robusta não somente em países desenvolvidos, mas aparentemente nos periféricos. Para os dados do mercado de trabalho brasileiro, apesar de as séries serem mais curtas, e restritas aos principais centros metropolitanos,  os resultados são basicamente iguais. O que eles indicam é que o PIB deveria crescer aproximadamente 1,9% para poder reduzir em 1% a taxa de desemprego. Ou seja, para reduzir o desemprego para um patamar de 4 ou 5% a economia deveria crescer entre 7,6 e 9,5% a mais do que a taxa média dos últimos anos (pouco acima dos 2,5%). Portanto, taxas de crescimento chinesas seriam necessárias.

Okun acreditava que as transferências de riqueza através da política fiscal, dos relativamente ricos aos relativamente pobres, constituem-se em políticas apropriadas para qualquer governo, mas também reconhecia a perda de eficácia inerente no processo da redistribuição. Para explicar o trade-off entre igualdade e eficácia, Okun introduziu a metáfora sobre o cubo esburacado: "O dinheiro deve ser levado dos ricos aos pobres num cubo esburacado. Algo simplesmente desaparecerá pelo caminho, de forma que os pobres não receberão todo o dinheiro que se toma dos ricos". Okun atribuiu as perdas aos custos administrativos de impor e transferir os impostos e aos efeitos sobre os incentivos.
Definição: Relação empírica direta entre hiato do produto (H) e da taxa de desemprego (U): H = h(Un -U) onde “h” é uma constante (+- 2.5% nos EUA) e
- a) H = (Yp - Y) / Yp = taxa de capacidade ociosa (hiato) em termos do produto potencial (Yp),
- b) U = (Np - N) / Np = taxa de desemprego prevalecente;
- c) Un é a taxa de desemprego natural.

A lei de Okun pode ser representada por duas relações:
- a) uma relação direta entre H e U ou inversa entre H e (Un - U)
- b) uma relação inversa entre (Ψ) e (U)

Relação hiato-desemprego
Relação produto-desemprego
Origem da Lei de Okun: Resulta da interação entre a taxa de desemprego no mercado do trabalho e a taxa de capacidade ociosa no mercado do produto.